# James Thomson (biolog)

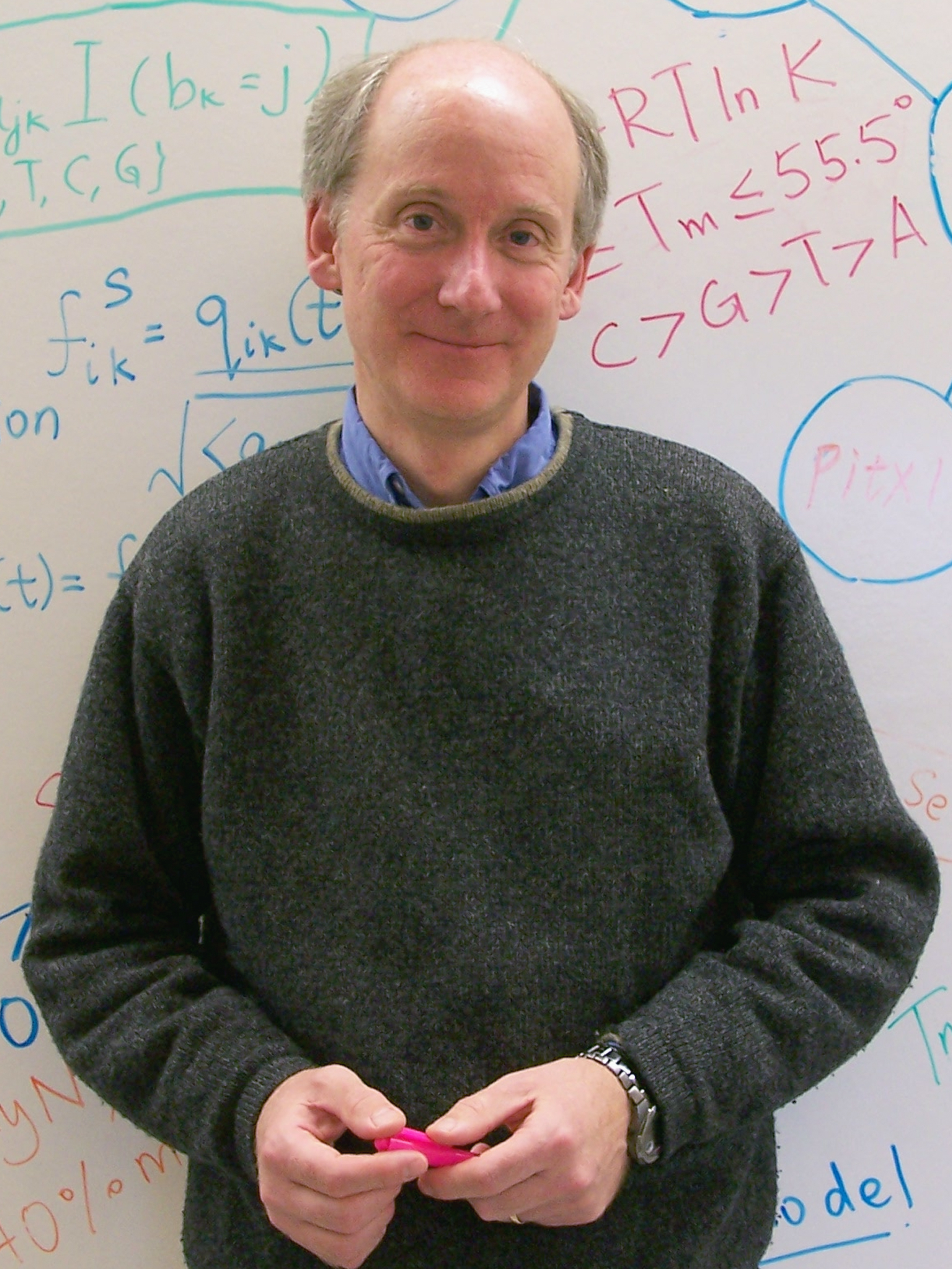
James Alexander Thomson

James Alexander Thomson, född 20 december 1958, är en biolog inom fältet utvecklingsbiologi. Han är mest känd för att ha härlett den första mänskliga embryonala stamceller år 1998 och för att ha härlett mänskligt framkallade pluripotenta stamceller (så kallade iPS) år 2007. 
Thomson är medlem i The National Acadamy of Sciences och har mottagit flera utmärkelser och priser. Han var på omslaget till TIME Magazine:s "America's Best in Science & Medicine" 2001 för sitt arbete med mänskliga embryonala stamceller, och igen 2008 när tidskriften utsåg honom till en av världens 100 mest inflytelserika människor för sin utvinning av mänskligt framkallade pluripotenta stamceller.

## Arbete
Dr Thomson har utfört banbrytande arbete inom isolering och odling av icke-mänskliga primat-stamceller och mänskliga embryonala stamceller. Mänskliga embryonala stamceller möjliggör i stort sett forskningsverktyg som ger tillgång till de cellulära komponenterna i kroppen, med tillämpningar inom grundläggande forskning, läkemedelsframtagning, och transplantationsmedicin. Dr Thomson ledde den grupp som rapporterade den första isoleringen av embryonala stamcellslinjer från en icke-mänsklig primat år 1995, ett arbete som ledde hans grupp till den första framgångsrika isoleringen av mänskliga embryonala stamcellslinjer år 1998. 
Hans nuvarande inriktning är att förstå hur embryonala stamceller kan bilda alla celler i kroppen (pluripotens); hur en embryonala stamcell väljer mellan självförnyelse och det ursprungliga beslutet att differentiera; och hur en differentierad cell med begränsad utvecklingspotential kan omprogrammeras till en pluripotent cell.

## Fotnoter
1. ↑  California’s Stem Cell Agency, "Top 50 most influential people on Stem Cells today", Läst 2014-05-28.
2. ↑  ”James A. Thomson, V.M.D, Ph.D.” (på engelska). Wisconsin Institutes for Discovery. Arkiverad från originalet den 29 maj 2014. https://web.archive.org/web/20140529141944/http://discovery.wisc.edu/home/morgridge/about-morgridge/leadership/james-thomson/james-thomson-home.cmsx. Läst 28 maj 2014.